# Bota e re
Bota e re var en albanskspråkig tidning utgiven 1922-23 av Vatra som är en albansk förening i USA. Den utgavs i Boston och huvudredaktör var Faik Konitza. Första numret utgavs i december 1922 och inalles med 7 nummer. Tidningen gav ut information om politiska och samhälleliga händelser i Albanien och i den albanska diasporan i USA.